# Vasco (nome)
Vasco  è un nome proprio di persona italiano maschile.

## Varianti in altre lingue
- Catalano: Vasc[4]
- Portoghese: Vasco[3]
- Spagnolo: Vasco[3][4]
  - Spagnolo medievale: Blasco, Velasco[3]

## Origine e diffusione
Il nome può avere due diverse origini: da una parte, è basato sull'aggettivo spagnolo vasco, variante di basco, con il letterale significato di "abitante dei Paesi Baschi" o "abitante della Guascogna" e, in senso lato, "viaggiatore" o "persona bizzarra". Dall'altra parte, può costituire un ipocoristico, specialmente galiziano e portoghese, del nome spagnolo medievale Velasco; quest'ultimo è di origine basca, con il significato di "corvo" o "piccolo corvo" (da blasco o balasco, lo stesso dei nomi Rabano, Rocco e Brenno) o di "falda di una montagna".
Il nome è piuttosto famoso grazie al navigatore portoghese Vasco da Gama; in Italia ha una buona diffusione, ed è accentrato in Toscana.
Un nome omofono, ma non collegato etimologicamente, è il bulgaro e macedone Васко, traslitterato Vasko, diminutivo di Basilio.

## Onomastico
L'onomastico si festeggia il 1º novembre per la festa di Ognissanti, poiché il nome è adespota, ovvero non è portato da alcun santo.

## Persone
- Vasco Ascolini, fotografo italiano
- Vasco Bendini, pittore italiano

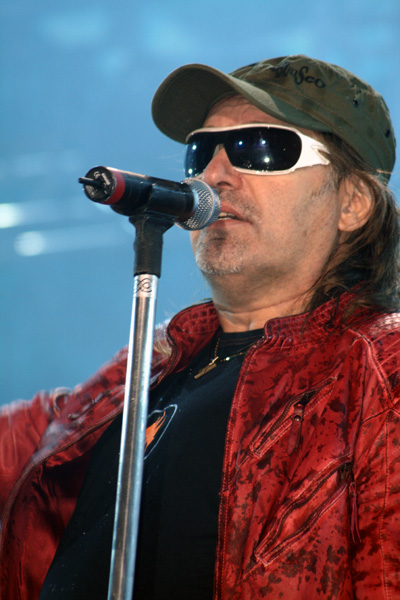
Vasco Rossi

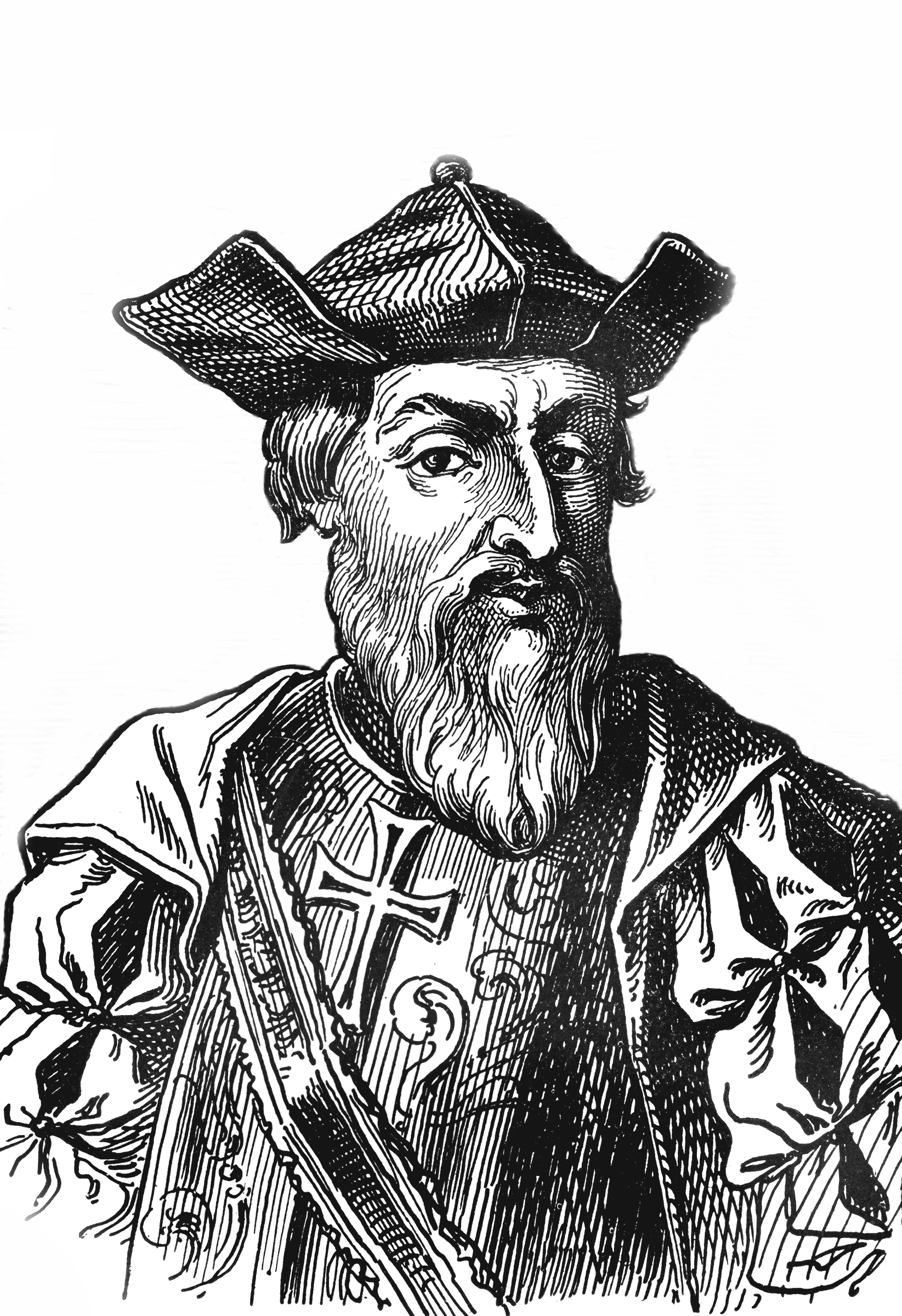
Vasco da Gama

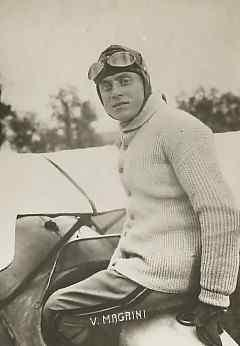
Vasco Magrini

- Vasco Bergamaschi, ciclista su strada e dirigente sportivo italiano
- Vasco Giuseppe Bertelli, vescovo cattolico italiano
- Vasco Brondi, cantautore italiano
- Vasco Creti, attore italiano
- Vasco da Gama, esploratore portoghese
- Vasco de Almeida e Costa, politico portoghese
- Vasco Errani, politico italiano
- Vasco Faísca, calciatore portoghese
- Vasco Fernandez Praga, trovatore galiziano
- Vasco Giani, calciatore italiano
- Vasco Gil, trovatore portoghese
- Vasco Gonçalves, politico portoghese
- Vasco Magrini, aviatore italiano
- Vasco Martinz de Resende, trovatore portoghese
- Vasco Modena, ciclista su strada italiano
- Vasco Núñez de Balboa, militare spagnolo
- Vasco Perez Pardal, trovatore portoghese
- Vasco Pratolini, scrittore italiano
- Vasco Presentati, partigiano italiano
- Vasco Puccioni, calciatore italiano
- Vasco Regini, calciatore italiano
- Vasco Rossi, cantautore italiano
- Vasco Tagliavini, calciatore e allenatore di calcio a 5 italiano
- Vasco Vascotto, velista italiano

### Variante Blasco
- Blasco I Alagona, detto Blasco I il Vecchio, uomo politico spagnolo giunto in Sicilia al seguito di Pietro II d'Aragona, Barone e Capitano del Regno con Federico III
- Blasco II Alagona, detto Blasco II il Giovane, reggente di Ludovico di Sicilia
- Blasco Bonito, informatico italiano
- Blasco Giurato, direttore della fotografia italiano
- Blasco Lanza D'Ajeta, diplomatico italiano
- Blasco Núñez Vela, esploratore spagnolo, primo Viceré del Perù